# Atelopus senex
Atelopus senex är en groddjursart som beskrevs av Taylor 1952. Atelopus senex ingår i släktet Atelopus och familjen paddor. IUCN kategoriserar arten globalt som akut hotad. Inga underarter finns listade.